# Coryphasia artemioi
Coryphasia artemioi là một loài nhện trong họ Salticidae.
Loài này thuộc chi Coryphasia. Coryphasia artemioi được Bauab miêu tả năm 1986.